# Moda
Moda is een wijk in het district Kadıköy in Aziatisch Istanboel, Turkije, tussen de haven van Kadıköy en de wijk Fenerbahçe. In Moda leefde eeuwenlang een Griekse en Armeense bevolking, tot de pogrom van 1955 de meesten van hen verjoeg uit de stad. Toch is er nog een relatief grote christelijke bevolking in Moda, en er staan vele kerken, zoals de Hemelvaartskerk en de Anglicaanse Allerheiligenkerk. De naam kreeg de wijk in de 19e eeuw toen veel Franse, Engelse en enkele Nederlandse expats (Levantijnen) zich in de wijk vestigden, en de bewoners van Moda er erg modieus uitzagen.
Moda heeft van alle Aziatische wijken van Istanboel het meest van haar historie weten te behouden, zowel in karakter als in bebouwing. Net zoals Galata heeft Moda haar historische tram weten te behouden, die een rondje rond de wijk rijdt. Hoewel Moda na de creatie van de staat Israël het grootste deel van haar Joodse bevolking verloor, en na 1955 ook een deel van haar christelijke bewoners, is het een kosmopolitische wijk gebleven.